# Thereutria tesselata
Thereutria tesselata là một loài ruồi trong họ Asilidae. Thereutria tesselata được Hardy miêu tả năm 1930. Loài này phân bố ở miền Australasia.